# Ru de la Mare aux Evées
Pour les articles homonymes, voir Mare (homonymie).
Le ru de la Mare aux Evées est un affluent de la Seine.

## Géographie
Il prend sa source à la Mare aux Evées dans la forêt de Fontainebleau et se jette dans la Seine à Boissise-le-Roi par l'étang de la prairie Malécot, après un parcours de 11,26 kilomètres.

## Affluents
Le ru de la Mare aux Evées n'a pas d'affluent référencé.
Donc son rang de Strahler est de un.

## Communes traversées
En Seine-et-Marne
Fontainebleau ~ Chailly-en-Bière ~ Villiers-en-Bière ~ Boissise-le-Roi
L'un de ses ruisseaux affluents prend source sur la commune de Perthes, qui est donc également concernée par le Syndicat intercommunal du ru de la Mare aux Evées.

## La Mare aux Evées
La Mare aux Evées, à l'ouest du lieu-dit de Brolles sur le territoire de la commune de Bois-le-Roi, est un point d'eau artificiel « sans véritable évacuation » (autre qu'artificielle), au fond d'une cuvette imperméable fait de plusieurs mètres d'épaisseur d'argile. Son nom provient de « œuvée », un endroit où vivent les animaux ovipares (oiseaux, serpents) et surtout, déposent leurs œufs. On trouve également d'autres ovipares comme des amphibiens (grenouilles, crapauds, tritons) ou des libellules.
Zone autrefois très marécageuse, plus de 20 km de canaux ont été creusés de 1833 à 1835 (règne de Louis-Philippe) dans le cadre de travaux de grande envergure visant à assainir le canton. Comme on peut le voir sur la carte d'état-major ci-contre, les canaux rayonnent en étoile autour de la mare, qui d'après le plan d'Achille Marier de Bois d'Hyver contient 12 300 m3 d'eau. Des plantations d'arbres ont en même temps été réalisées sur les talus : chênes pédonculés principalement, divers chênes américains, sapins, épicéas, et cyprès dans les environs immédiats de la mare.
Les fossés ont été curés plusieurs fois entre 1859 et 1982. En 1979, le Syndicat intercommunal du ru de la Mare aux Evées est créé pour la poursuite de l'aménagement et de l'entretien des canaux et notamment des 48 km de berges. Ces travaux d'assainissement général du canton ont démarré en 1984, parallèlement à ceux de la plaine agricole de la Bière.

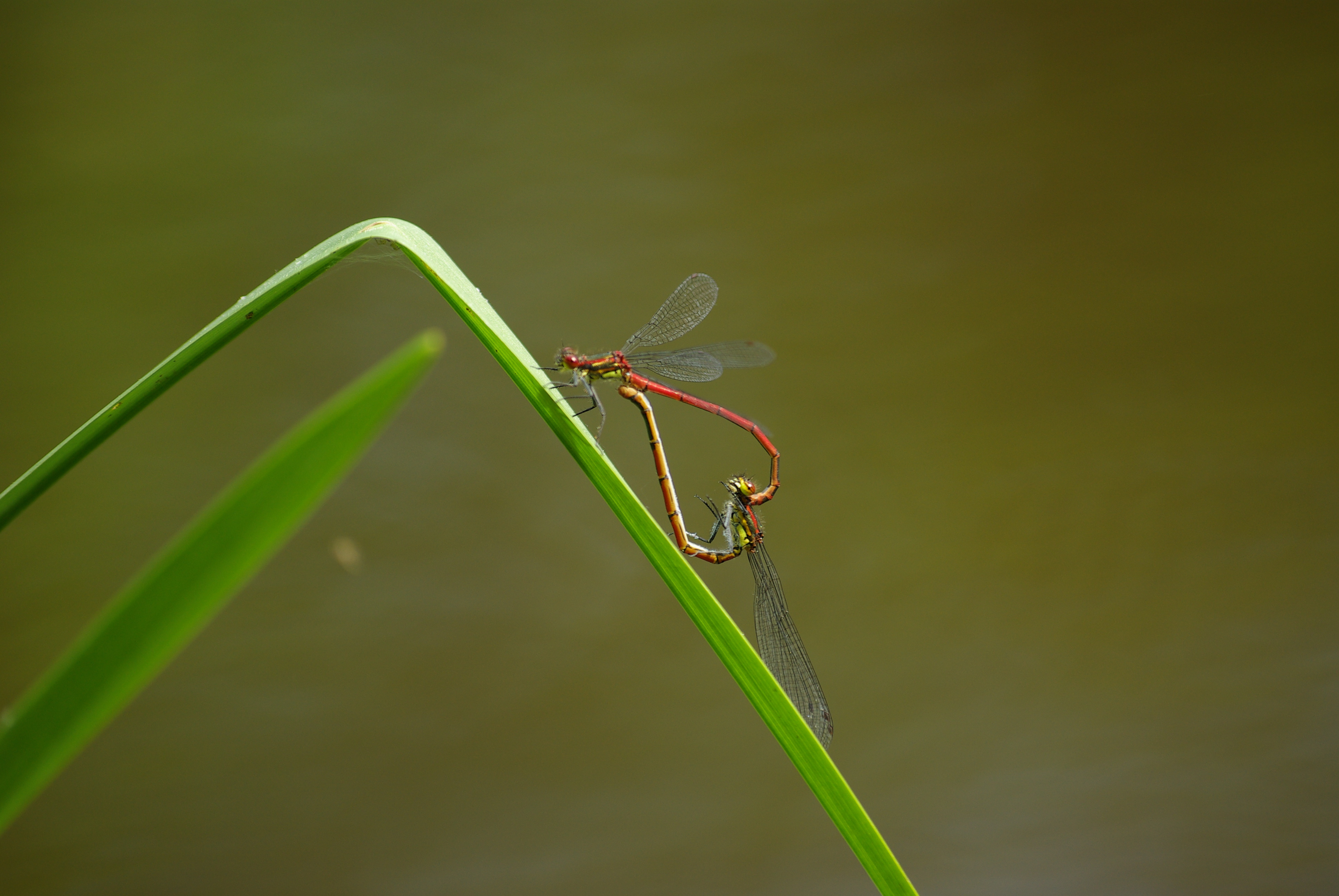
Accouplement de libellules à la Mare aux Evées.

## Tourisme
- La forêt de Fontainebleau et les cinq communes.